# Kotohira-gū

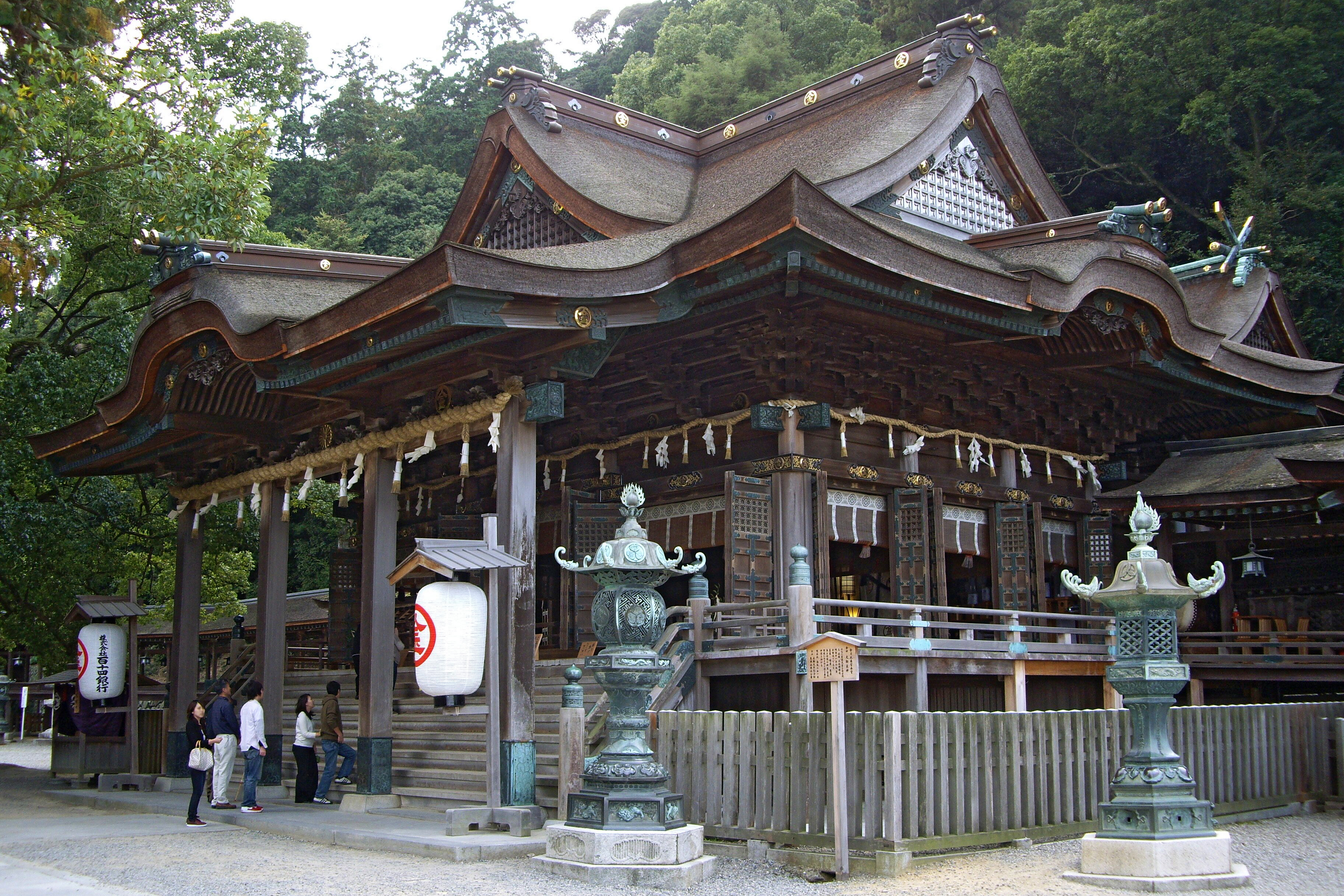
Der Hauptschrein (本宮, Hongū) des Kotohira-gū

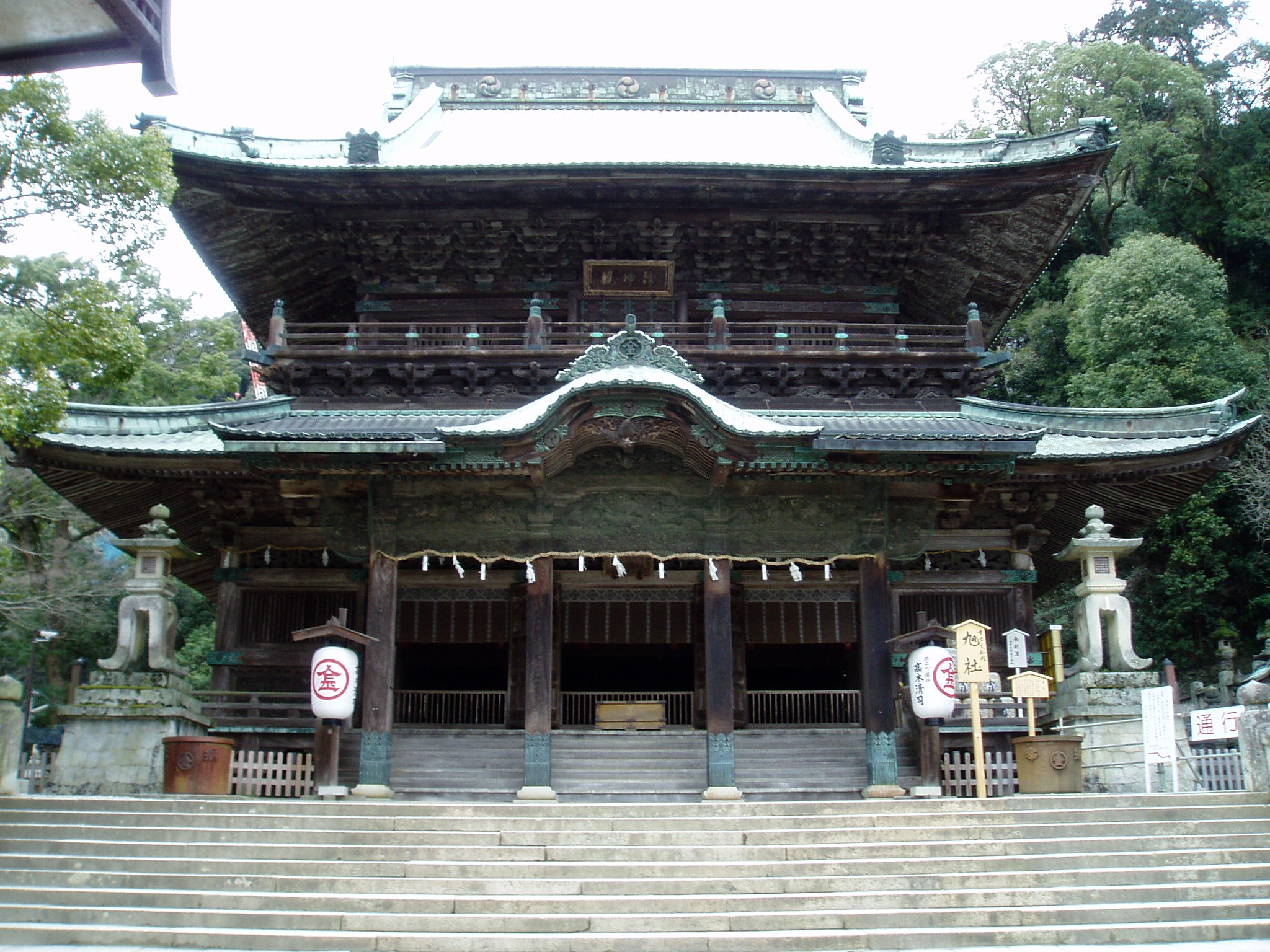
Der Asahi-no-yashiro, auch Asahi-sha

Kotohira-gū (anhörenⓘ; jap. 金刀比羅宮; früher auch bekannt unter dem Namen Konpira-dai-gongen (anhörenⓘ; 金毘羅大権現)) ist ein Shintō-Schrein in der Stadt Kotohira im Nakatado-gun der Präfektur Kagawa in Japan. Er wird auch Konpira-san genannt und soll im 1. Jahrhundert errichtet worden sein.

## Übersicht
Der Schrein liegt auf 521 m Höhe, auf halbem Wege zur Spitze des Berges Zōzu. 785 steinerne Stufen führen bis zum Hauptschrein und 1.368 bis zum innersten Heiligtum. Seit der Muromachi-Zeit sind Pilgerfahrten zum Schrein populär geworden, und jeden Tag machen sich mehrere hundert Pilger an den Aufstieg. Auf dem Weg zum Schrein befinden sich ein Sake-Museum (am Anfang) und viele Steine, in welche die Namen von Spendern für den Schrein und die gespendete Summe mit Kanji eingeritzt sind.
Lange Zeit war unklar, ob der Kotohira-gū ein buddhistisches oder ein shintōistisches Heiligtum sein sollte.
Haupt-Kami des Schreins war lange Zeit Ō-mono-nushi no mikoto, ein mit Seefahrt assoziierter Kami (der auch als buddhistische Gottheit Kompira verehrt wird), bis er im Jahr 1165 durch Sutoku-tennō ersetzt wurde. Für Seefahrer ist es eine Tradition, kleine Fässer mit Opfergaben an Ō-mono-nushi in die See zu werfen. Von dem, der diese findet, wird erwartet, sie zum Schrein zu bringen. Die großen Schifffahrts-Unternehmen Japans gehören auch zu den ujiko des Schreins, also zu seiner Gemeinde. Fast alle japanischen Schiffe haben ein Amulett des Schreins an Bord.
Als go-shintai fungiert angeblich eine hölzerne Statue, die Sutoku-tennō in einem kostbaren Korb schickte. Allerdings wurde dieser Korb nie geöffnet. Zwei weitere Körbe wurden später hinzugefügt, wahrscheinlich befinden sich darin Spiegel. Vom go-shintai des Kotohira-gū wurden mehrere tausend bunrei an andere Schreine in ganz Japan verteilt.
Im Nebenschrein Asahi-no-yashiro (ein massha) werden alle achtzig Myriaden Kami des Shintō verehrt. Im Harai-do-no-yashiro (ein massha) werden die vier Reinigungs-Kami (Harai-no-kami) Haya-aki-tsu-hime-no-mikoto, I-buki-do-nushi-no-kami, Se-oritsu-hime und Haya-sasura-hime-no-kami verehrt. Die Landwirtschafts-Kami Ō-toshi, Mi-toshi und Waka-toshi haben zusammen ihren Platz der Anbetung im Mi-toshi-no-yashiro (einem massha). Der Berg-Kami Ō-yama-tsu-mi hat hier den Ō-yama-tsu-mi-no-yashiro als massha. Für Sugawara no Michizane ist der Sugawara-no-yashiro errichtet worden. Ein weiterer massha ist einer von Ō-mono-nushis Ehefrauen, Miho-tsu-hime, gewidmet. Ein besonders berühmter Anhänger Ō-mono-nushis, Kronprinz Shōtoku Taishi, wird als einziger Gast-Kami (aidono-no-kami) im Kotohira-gu ebenfalls verehrt. Ebenfalls existiert ein massha für die Kami der Straßen und Wegkreuzungen, Sae-no-kami, wo sie unter ihren individuellen Namen verehrt werden, was eine sehr seltene Variante ihrer Verehrung ist.
Von nicht nur religiösem Interesse sind die Omote-shoin- und Oku-shoin-Gebäude (Äußere und Innere Empfangs- und Gästehalle), in denen (meist nur für eine kurze Zeit innerhalb mehrerer Jahrzehnte) eine Vielzahl gestifteter Kunstgegenstände ausgestellt wird und zahlreiche Malereien auf Wandpaneelen (fusuma) zu sehen sind. Darunter befinden sich Werke von Itō Jakuchu, Maruyama Ōkyo und Murata Tanryō.